# Jules Vallès

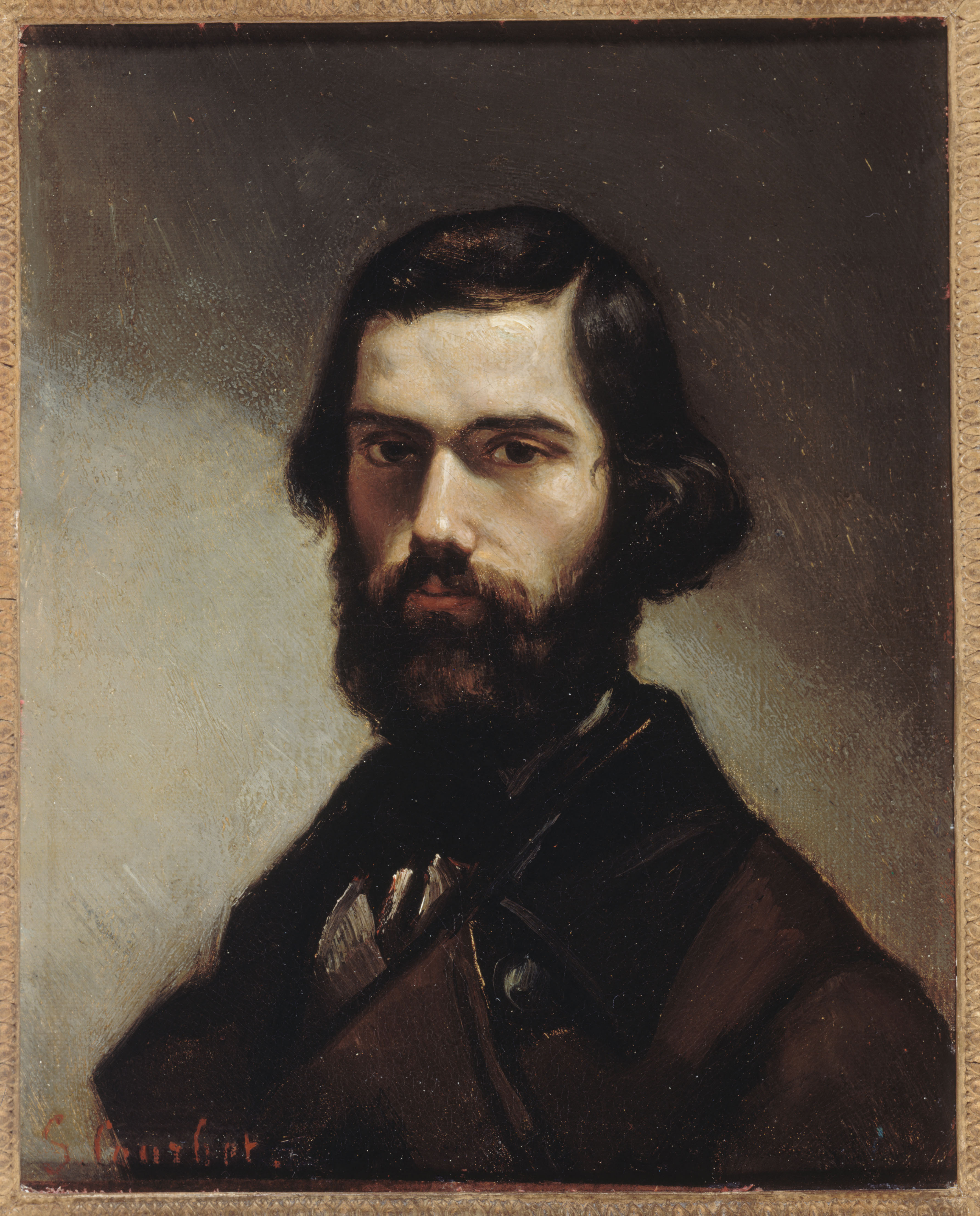
Jules Vallès gemalt von Gustave Courbet

Jules Vallès (* 11. Juni 1832 in Puy-en-Velay, Département Haute-Loire; † 14. Februar 1885 in Paris) war ein französischer Journalist, Romanschriftsteller, Publizist sowie Sozial- und Literaturkritiker. Der Insurgent und gewählte Vertreter der Pariser Kommune setzte sich 1871 ins Exil nach London ab, wo er bis 1880 blieb, um der Vollstreckung des in Abwesenheit gegen ihn ausgesprochenen Todesurteils (14. Juli 1872) zu entgehen.
Er war Herausgeber der zumeist kurzlebigen Zeitschriften La Rue (1867), Journal de Sainte-Pélagie (1868), Le Peuple (1869), Le Réfractaire (3 Nummern) und Le Cri du peuple (1871).

## Leben

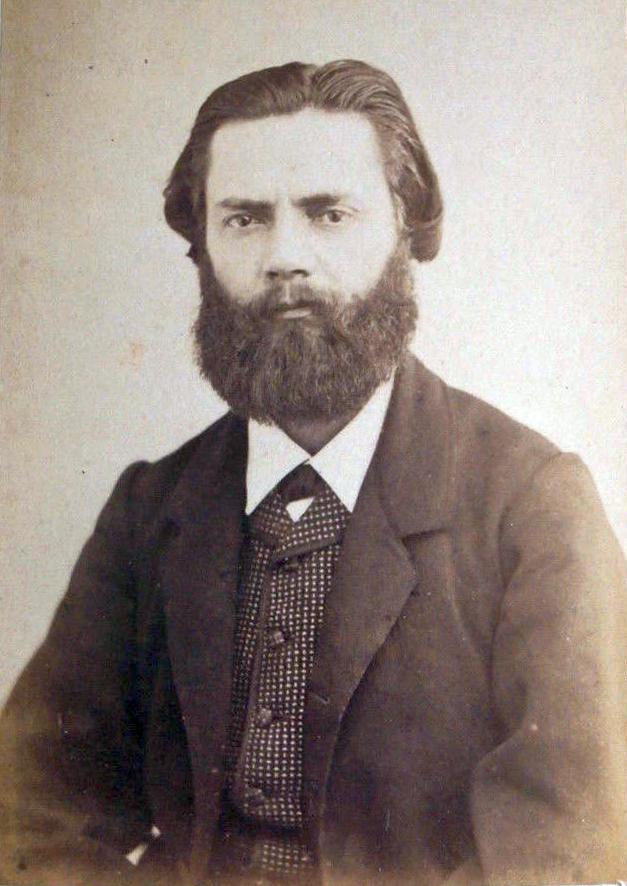
Fotografie von Jules Vallès

Jules Vallès wurde als Sohn des Grundschullehrers Louis Vallès geboren, der ein armes, ungebildetes Landmädchen geheiratet hatte. Von den insgesamt sieben, mit großer Disziplin und extremer Härte erzogenen Kindern des Ehepaares überlebten zwei. Bedingt durch die Entlassung und mehrere Stellungswechsel seines Vaters verbrachte Jules Vallès seine Jugend teilweise in Saint-Étienne und ab dem Jahr 1846 in Nantes, wo er bei Ausruf der Zweiten Republik (1848) zum Verdruss seines Vaters eine extremistische Bewegung ins Leben rief, die die Abschaffung des Reifezeugnisses und sämtlicher Diplome forderte. Vorübergehend auf das Lycée Bonaparte (heute Lycée Condorcet) in Paris geschickt, scheiterte er in Nantes bei der Abiturprüfung, überwarf sich mit seinem Vater und kehrte nach Paris zurück, wo er sich für die Ideen Pierre-Joseph Proudhons, des damals bekanntesten französischen Sozialisten begeisterte und zu den Anführern des Aufruhrs um die Entlassung Jules Michelets vom Collège de France gehörte. Nach dem Staatsstreich Louis Napoleon Bonapartes (2. Dezember 1851), der in ganz Frankreich zu blutigen Kämpfen führte, rief Vater Vallès, um seine eigene Lage und vor allem um seinen Lehrerposten besorgt, den kompromittierenden Sohn nach Nantes zurück und ließ ihn am 31. Dezember 1851 unter dem Vorwand der Geistesgestörtheit in eine Nervenheilanstalt einweisen, wo er bis zum 2. März interniert blieb.
Bald darauf wurde Jules Vallès Sekretär des Literaturkritikers Gustave Planche und veröffentlichte 1857 seine erste Schrift: L'argent. Zugleich schrieb er für verschiedene Zeitungen wie Le Figaro, L'Événement und Liberté, denen er durch seine vehemente Angriffe gegen das Bürgertum wiederholt Verurteilungen (Quelle?) einbrachte. Vorübergehend war er auch Beamter der Polizeipräfektur (Quelle?) und gründete 1867 die Zeitschrift La Rue, die aber bald polizeilich unterdrückt wurde.
Nach dem 4. September 1870 ließ er sich in die Internationale aufnehmen, wurde Chef eines Bataillons der Nationalgarde und beteiligte sich als solcher bei allen Meutereien während der Belagerung von Paris. Nach der Kapitulation der Stadt gründete er das Blatt: Le Cri du Peuple (Der Volksruf), das offizielle Organ der Häupter der Nationalgarde, und wurde nach dem Aufstand vom 18. März 1871 zum Mitglied der Pariser Kommune erwählt. Nach dem Einrücken der Truppen von Versailles gelang es ihm, nach London zu entkommen, von wo aus er als Mitarbeiter an dem sozialistischen Journal La Resolution francaise, tätig war. In Frankreich wurde er indessen in Abwesenheit zum Tode verurteilt.
Nach der Amnestie vom Juli 1880 nach Paris zurückgekehrt, lebte er von seiner belletristischen Arbeit.
Jules Vallès starb am 14. Februar 1885 im Alter von 52 Jahren in seiner Wohnung in Paris (77 Boulevard Saint-Michel). Als der Sarg – bedeckt mit der roten Seidenschärpe, die Vallès als Mitglied der Kommune getragen hatte – am 16. Februar um die Mittagsstunde aus dem Haus getragen wurde, hatte sich davor eine Menschenmenge von etwa 10.000 Personen versammelt. Dem Leichenzug zum Friedhof Père-Lachaise folgten, hinter den Familienangehörigen des Verstorbenen, Henri Rochefort, die Abgeordneten Antoine Révillon, Clovis Hugues und Georges Laguerre, in Paris gegenwärtige ehemalige Mitglieder der Kommune wie Charles Amouroux, Augustin Avrial, Arnaud, Henri-Louis Champy, Frédéric Cournet, Louis-Simon Dereure, Clovis Dupont, Émile Eudes, Gérardin, François Jourde, Charles Longuet, Benoït Malon, Jules Martelet, Eugène Pottier, Dominique Regère, Raoul Urbain, Édouard Vaillant, Auguste Viard, und verschiedene Delegationen. Es wurden rote Fahnen entfaltet und unterwegs ertönten am Straßenrand die Rufe „Vive la Commune! Vive la révolution sociale! Vive l'anarchie!“. Aufgrund eines von den deutschen Sozialisten gestifteten Kranzes kam es zu mehreren Zwischenfällen. Die Polizei griff nicht ein. Die Grabrede hielt Henri Rochefort. Im Jahr 1914 wurde das Grab mit einer Porträtbüste des Bildhauers Jean Carlus geschmückt.
Jules Vallès schrieb über sein Werk:
Ich habe nicht analysiert, wie das auf der Sorbonne gelehrt wird, ob meine Prosa Pascal oder Marmontel oder Juvenal oder Saint-Simon oder Saint-Beuve ähnelt. Ich beachte weder die Zeitenfolge mit aller Korrektheit, noch fürchte ich mich vor Neubildungen. Überdies pfeife ich großzügig auf jegliche akademische Ordnung in der Anwendung von Gleichnissen. Ich packe Fetzen meines Lebens und nähe sie mit dem Anderer zusammen. Wenn ich Lust habe, so lache ich, wenn demütige Erinnerungen mir durch Mark und Bein fahren, so knirsche ich mit den Zähnen.

## Seine Zuwidmungen der autobiographischen TrilogieJacques Vingtras
1. ›Das Kind‹: Allen, die in der Schule vor Langeweile umkamen oder zu Haus weinten, die in der Kindheit von ihren Lehrern tyrannisiert oder von ihren Eltern verprügelt wurden.
2. ›Die Bildung‹ trägt folgende Widmung: Denen, die mit Griechisch und Latein genährt, Hungers gestorben sind, widme ich dieses Buch.
3. ›Die Revolte‹ widmete Vallès: Den Toten von 1871. Allen, die als Opfer der sozialen Ungerechtigkeit gegen eine schlecht eingerichtete Welt zu den Waffen griffen und unter der Fahne der Kommune die große Föderation der Schmerzen bildeten, widme ich dieses Buch.

## Werksauswahl

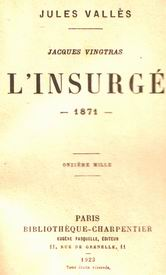
L'insurgé

### Jacques Vingtras
- 1879: L'Enfant, Erstveröffentlichung 1878 in Le Siècle
- 1881: Le Bachelier, Erstveröffentlichung 1879 unter dem Titel Mémoires d'un révolté
- 1886: L'Insurgé unvollendet, posthum von seiner Gefährtin Caroline Rémy (gen. Séverine) herausgegeben (dt.: Die Revolte; auch Der Aufrührer oder Geschichte eines Insurgenten)

#### Übersetzungen in das Deutsche
- 1895 in freier Bearbeitung des Stoffes durch Karl Schneidt Vingtras junge Leiden (L'Enfant) Berlin: Verein für freies Schriftthum (sic)
- 1951 Gesamtausgabe, übersetzt durch Gerhard W. Schlichtkrull, Hamburg: Claassen Verlag
- 1964 Gesamtausgabe, übersetzt durch Horst Wolf. Weimar: Gustav Kiepenheuer Verlag
- 1971 Der Aufrührer, übersetzt durch Renate Vogt, Kristina Hering, Helgard Rost, Roland Erb. Hrsg. von Rudolf Noack, Einleitung S. 5–27. Anhang S. 309–331. Leipzig:  Reclam-Verlag
- 1979 Gesamtausgabe, übersetzt durch Christa Hunscha. Nachwort der Übersetzerin S. 931–936. Frankfurt am Main: März bei Zweitausendeins; Neuausgabe: Erftstadt: Area 2004 ISBN 3-89996-029-7[4]
- Jacques Vingtras, Band 1: Das Kind; aus dem Französischen übersetzt und mit Anmerkungen versehen von Christa Hunscha; Herausgegeben von Barbara Kalender, Berlin : März Verlag, 2022–2023, ISBN 978-3-7550-0002-0; Band 2: Die Bildung, ISBN 978-3-7550-0010-5; Band 3: Die Revolte, ISBN 978-3-7550-0020-4

### Weitere Werke
- 1866: Les refractaires (Sammlung älterer, in der Zeitung Le Figaro erschienener Texte)
  - 1946 dt. Übers. Thomas W. Schlichtkrull unter dem Titel Die Abwegigen Claassen & Goverts; identisch 2. Ausgabe, Nautilus 1980
- 1869: Un Gentilhomme, Feuilletonroman
- 1879: Les Enfants du Peuple, La Lanterne
- 1880: Les Blouses Feuilletonroman, erschienen in La Justice
- 1882: Les chroniques de l'homme masque, gesammelte Beiträge zum Voltaire
- 1883: La Rue à Londres